# Noon Hill
Noon Hill ist der Name eines 204 Acres (0,8 km²) großen Naturschutzgebiets rund um die gleichnamige Erhebung bei Medfield im Bundesstaat Massachusetts der Vereinigten Staaten. Es wird von der Organisation The Trustees of Reservations verwaltet.

## Schutzgebiet
Die Umgebung des Hügels ist mit dichtem Wald bewachsen, durch den sich ca. 4,5 mi (7,2 km) Wanderwege ziehen und Gelegenheit zum Wandern, Reiten, Skilanglauf und Mountainbikefahren bieten. Das Wegenetz ist Teil des Bay Circuit Trail.
Der Noon Hill erreicht eine Höhe von 370 ft (112,8 m) und bietet von seinem höchsten Punkt aus eine gute Sicht auf Walpole und Norfolk. Der nahegelegene Holt Pond ist ein kleiner Stausee aus dem 18. Jahrhundert, der zum Betrieb einer Mühle angelegt wurde. Die Wege um den Noon Hill sind mit dem benachbarten Schutzgebiet Shattuck Reservation verbunden. Die Flanke des Hügels fällt flach zum Charles River bzw. zu seinem Zufluss Stop River ab.